# Carlos FitzJames Stuart, IV duca di Berwick
Don Carlos-Bernardo Fitz-James Stuart y Silva, IV duca di Liria e Jérica, IV duca di Berwick (Llíria, 25 marzo 1752 – Madrid, 7 settembre 1787), è stato un nobile spagnolo.

## Biografia

### Infanzia
Figlio di James FitzJames, III duca di Berwick e Maria Teresa Silva y Alvarez de Toledo, discendente di Giacomo II d'Inghilterra, ereditò dalla madre i ducati di Llíria e Xerica e dal padre il ducato di Berwick e la particella Fitz-James, indicante la sua origine illegittima (Fitz) da un membro della casa reale inglese non ancora re (James, Giacomo II). Se il suo avo James FitzJames, I duca di Berwick fosse nato quando Giacomo II, suo padre, era già re, sarebbe stato Fitz-Roy (figlio illegittimo di re), come James FitzRoy, duca di Monmouth, lord Charles Fitzroy duca di Lennox e Richmond e altri.

### Matrimonio
Il 9 ottobre 1771 sposò a Valencia la principessa Carolina di Stolberg-Gedern, sorella della consorte giacobita Luisa di Stolberg-Gedern e cognata di Carlo Edoardo Stuart, "the Young Pretender".

### Ascesa al ducato
Carlos Fitz-James Stuart ereditò i titoli di suo padre nel 1785. Funse da Gentiluomo di Camera di Re Carlo III di Spagna.

### Morte
Il Duca di Liria e Jérica morì nel 1787 a Madrid, e fu succeduto da suo figlio Jacobo (come V Duca di Liria y Jérica e V Duca di Berwick).

## Titoli e trattamento

### Titoli spagnoli
- IV Duca di Liria e Jérica e Grande di Spagna di I Classe
- XI Duca di Veragua con Grandato di Spagna
- XI Duca de la Vega con Grandato di Spagna
- XI Marchese della Giamaica
- V Marchese di San Leonardo
- VI Marchese di Tarazona
- XIV Marchese della Mota
- XII Marchese di Sarria
- XV Conte Lemos con Grandato di Spagna
- XII Conte di Monterrey, con Grandato di Spagna
- XI Conte di Gelves
- VIII Conte di Ayala

### Titoli giacobiti
- IV Duca di Berwick con Grandato di Spagna
- IV Conte di Tinmouth
- IV Barone Bosworth

### Trattamento
- Don Carlos Fitz-James Stuart (1773–1787)
- Sua Eccellenza Il Duca di Berwick, Duca di Liria e Jérica (1787–1794)

## Ascendenza
|                                                                     |                                                        |                                                                             | Genitori                                                              |  |  | Nonni |  |  | Bisnonni                           |  |  | Trisnonni                                         |  |
|                                                                     |                                                        |                                                                             |                                                                       |  |  |       |  |  | James FitzJames, I duca di Berwick |  |  | James II, re d'Inghilterra, di Scozia e d'Irlanda |  |
|                                                                     |                                                        |                                                                             |                                                                       |  |  |       |  |  | James FitzJames, I duca di Berwick |  |  | James II, re d'Inghilterra, di Scozia e d'Irlanda |  |
|                                                                     |                                                        | Arabella Churchill                                                          |                                                                       |  |  |       |  |  | James FitzJames, I duca di Berwick |  |  |                                                   |  |
| James FitzJames, II duca di Berwick                                 |                                                        |                                                                             |                                                                       |  |  |       |  |  | James FitzJames, I duca di Berwick |  |  |                                                   |  |
|                                                                     |                                                        | Lady Honora Burke                                                           | William Burke, VII conte di Clanricarde                               |  |  |       |  |  |                                    |  |  |                                                   |  |
|                                                                     |                                                        | Lady Honora Burke                                                           | William Burke, VII conte di Clanricarde                               |  |  |       |  |  |                                    |  |  |                                                   |  |
|                                                                     |                                                        | Lady Honora Burke                                                           | Lady Helen MacCarty                                                   |  |  |       |  |  |                                    |  |  |                                                   |  |
| James FitzJames y Colón de Portugal, III duca di Berwick            |                                                        | Lady Honora Burke                                                           |                                                                       |  |  |       |  |  |                                    |  |  |                                                   |  |
|                                                                     |                                                        | Pedro Manuel Colón de Portugal y Fernández de la Cueva, VII duca di Veragua | Pedro Nuño Colón de Portugal y Ruiz de Castro, VI duca di Veragua     |  |  |       |  |  |                                    |  |  |                                                   |  |
|                                                                     |                                                        | Pedro Manuel Colón de Portugal y Fernández de la Cueva, VII duca di Veragua | Pedro Nuño Colón de Portugal y Ruiz de Castro, VI duca di Veragua     |  |  |       |  |  |                                    |  |  |                                                   |  |
|                                                                     |                                                        | Pedro Manuel Colón de Portugal y Fernández de la Cueva, VII duca di Veragua | Doña Isabella Fernández de la Cueva y Enriquez de Cabrera             |  |  |       |  |  |                                    |  |  |                                                   |  |
| Catalina Ventura Colón de Portugal y Toledo, IX duchessa di Veragua |                                                        | Pedro Manuel Colón de Portugal y Fernández de la Cueva, VII duca di Veragua |                                                                       |  |  |       |  |  |                                    |  |  |                                                   |  |
|                                                                     |                                                        | Teresa Mariana de Toledo y Fayardo, IV marchesa di San Leonardo             | Fernando Antonio de Toledo y Ulloa, III conte di Ayala                |  |  |       |  |  |                                    |  |  |                                                   |  |
|                                                                     |                                                        | Teresa Mariana de Toledo y Fayardo, IV marchesa di San Leonardo             | Fernando Antonio de Toledo y Ulloa, III conte di Ayala                |  |  |       |  |  |                                    |  |  |                                                   |  |
|                                                                     |                                                        | Teresa Mariana de Toledo y Fayardo, IV marchesa di San Leonardo             | Catalina Fajardo y Manrique de Mendoza, III marchesa di San Leonardo  |  |  |       |  |  |                                    |  |  |                                                   |  |
| Carlos FitzJames y Silva, IV duca di Berwick                        |                                                        | Teresa Mariana de Toledo y Fayardo, IV marchesa di San Leonardo             |                                                                       |  |  |       |  |  |                                    |  |  |                                                   |  |
|                                                                     | Gregorio María de Silva y Sandoval, V duca di Pastrana | Rodrigo de Silva y Guzmán, IV duca di Pastrana                              |                                                                       |  |  |       |  |  |                                    |  |  |                                                   |  |
|                                                                     | Gregorio María de Silva y Sandoval, V duca di Pastrana | Rodrigo de Silva y Guzmán, IV duca di Pastrana                              |                                                                       |  |  |       |  |  |                                    |  |  |                                                   |  |
|                                                                     | Gregorio María de Silva y Sandoval, V duca di Pastrana | Catalina de Sandoval y Mendoza, VIII duchessa dell'Infantado                |                                                                       |  |  |       |  |  |                                    |  |  |                                                   |  |
| Manuel María de Silva y Méndez de Haro, X conte di Galve            | Gregorio María de Silva y Sandoval, V duca di Pastrana |                                                                             |                                                                       |  |  |       |  |  |                                    |  |  |                                                   |  |
|                                                                     |                                                        | Doña María Méndez de Haro y Fernández de Córdoba                            | Luis Méndez de Haro y Guzmán, VI marchese del Carpio                  |  |  |       |  |  |                                    |  |  |                                                   |  |
|                                                                     |                                                        | Doña María Méndez de Haro y Fernández de Córdoba                            | Luis Méndez de Haro y Guzmán, VI marchese del Carpio                  |  |  |       |  |  |                                    |  |  |                                                   |  |
|                                                                     |                                                        | Doña María Méndez de Haro y Fernández de Córdoba                            | Doña Catalina Fernández de Córdoba y Fernández de Córdoba             |  |  |       |  |  |                                    |  |  |                                                   |  |
| Doña Maria Teresa de Silva y Álvarez de Toledo                      |                                                        | Doña María Méndez de Haro y Fernández de Córdoba                            |                                                                       |  |  |       |  |  |                                    |  |  |                                                   |  |
|                                                                     |                                                        | Francisco Álvarez de Toledo y Silva, X duca d'Alba                          | Antonio Álvarez de Toledo y Enríquez de Ribera, VII duca d'Alba       |  |  |       |  |  |                                    |  |  |                                                   |  |
|                                                                     |                                                        | Francisco Álvarez de Toledo y Silva, X duca d'Alba                          | Antonio Álvarez de Toledo y Enríquez de Ribera, VII duca d'Alba       |  |  |       |  |  |                                    |  |  |                                                   |  |
|                                                                     |                                                        | Francisco Álvarez de Toledo y Silva, X duca d'Alba                          | Doña Guiomar de Silva y Corella                                       |  |  |       |  |  |                                    |  |  |                                                   |  |
| María Teresa Álvarez de Toledo y Méndez de Haro, XI duchessa d'Alba |                                                        | Francisco Álvarez de Toledo y Silva, X duca d'Alba                          |                                                                       |  |  |       |  |  |                                    |  |  |                                                   |  |
|                                                                     |                                                        | Catalina Méndez de Haro y Enriquez de Cabrera, VIII marchesa del Carpio     | Gaspar Méndez de Haro y Fernández de Córdoba, VII marchese del Carpio |  |  |       |  |  |                                    |  |  |                                                   |  |
|                                                                     |                                                        | Catalina Méndez de Haro y Enriquez de Cabrera, VIII marchesa del Carpio     | Gaspar Méndez de Haro y Fernández de Córdoba, VII marchese del Carpio |  |  |       |  |  |                                    |  |  |                                                   |  |
|                                                                     |                                                        | Catalina Méndez de Haro y Enriquez de Cabrera, VIII marchesa del Carpio     | Doña Teresa Enriquez de Cabrera y Alvarez de Toledo                   |  |  |       |  |  |                                    |  |  |                                                   |  |
|                                                                     |                                                        | Catalina Méndez de Haro y Enriquez de Cabrera, VIII marchesa del Carpio     |                                                                       |  |  |       |  |  |                                    |  |  |                                                   |  |